# کرباش (سیریک)
کرباش (ترکی استانبولی: Kırbaş) یک محله در ترکیه است که در ناحیهٔ سریک، آنتالیا واقع شده است. جمعیت این محله تا سال ۲۰۲۲ برابر با ۱۷۹ نفر بوده است.